# Drosophila vumbae
Drosophila vumbae är en tvåvingeart som beskrevs av Bock och Wheeler 1972. Drosophila vumbae ingår i släktet Drosophila och familjen daggflugor.
Artens utbredningsområde är Zimbabwe.